# عباس انصاری‌فرد
عباس انصاری‌فرد (۵ اردیبهشت ۱۳۳۵ – ۱۷ شهریور ۱۴۰۰) سه دوره مدیرعامل باشگاه فرهنگی ورزشی پرسپولیس تهران بود. او طی سال‌های ۱۳۶۹–۱۳۷۲، ۱۳۸۰–۱۳۸۱ و ۱۳۸۷–۱۳۸۸ مدیریت این باشگاه را برعهده داشت. او برادر بزرگ محمدحسن انصاری‌فرد بود. عباس انصاری‌فرد در ماجرای انتقال باشگاه به شرکت فرهنگی ورزشی پرسپولیس سهامی خاص، نمایندهٔ سازمان تربیت بدنی بود و نقش داشت.

## درگذشت
انصاری‌فرد در ۱۷ شهریور ۱۴۰۰ بر اثر ابتلا به ویروس کرونا درگذشت.